# Bismarckburg (Deutsch-Ostafrika)

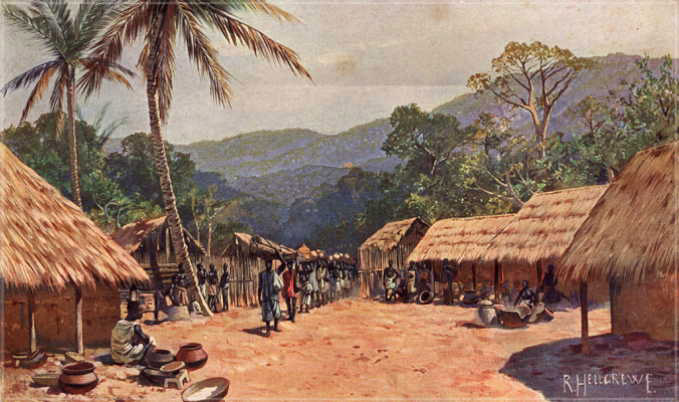
Dorf bei Bismarckburg (Deutsch-Ostafrika) zur Kolonialzeit

Bismarckburg war der Name eines Ortes am Tanganjikasee im Westen Deutsch-Ostafrikas. Der Ort war nach dem Reichsgründer Otto von Bismarck benannt.

## Geschichte

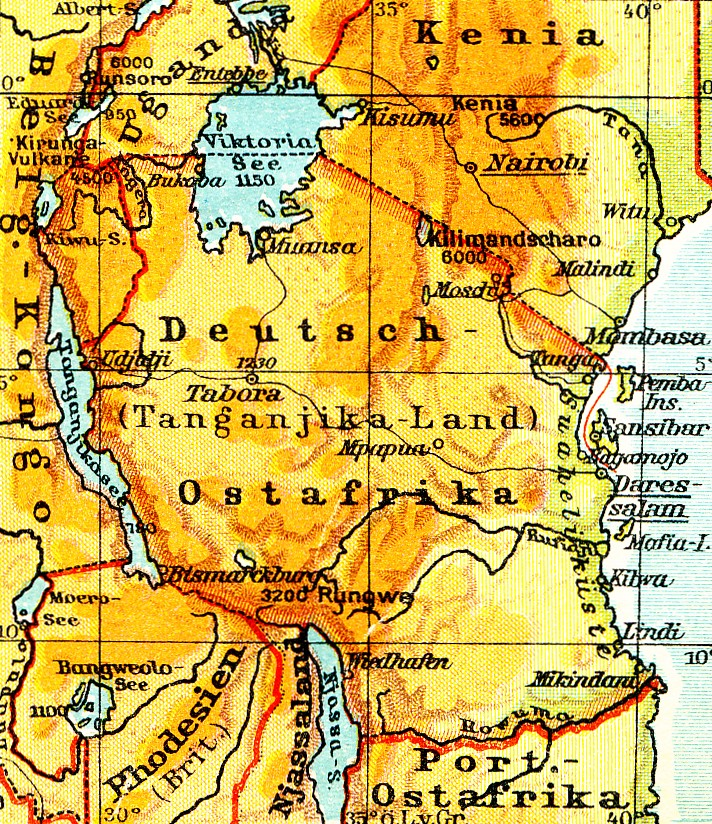
Bismarckburg auf einer Karte des ehemaligen Deutsch-Ostafrikas (unten links; Schulatlas um 1930)

Bismarckburg war zunächst Verwaltungssitz des gleichnamigen Militärbezirks Bismarckburg, dann Nebenstelle des Bezirksamtes und schließlich, ab dem 1. April 1913, Sitz des Bezirksamts. Der Ort lag etwas oberhalb des Tanganjikasee in 810 m Höhe über dem Meeresspiegel, in der Nähe eines kleinen, aber für den Handel unbedeutenden Hafens (damals Wissmannhafen genannt). Bismarckburg besaß eine Telegrafenstation der „African Transcontinental Telegraph Co.“, die von Kapstadt ausging. Im Beobachtungszeitraum von 1908 bis 1915 war eine Wetterstation der Deutschen Seewarte aktiv. Aus der Gründungszeit sind heute nur noch Ruinen vorhanden. Die heutige Stadt Kasanga in Tansania (8° 28′ S, 31° 9′ O) ging aus der Siedlung hervor.